# Idiognophomyia collata
Idiognophomyia collata là một loài ruồi trong họ Limoniidae. Chúng phân bố ở miền Cổ bắc.